# Tammie Jo Shults
Pour les articles homonymes, voir Shults.
Tammie Jo Shults (née Bonnell) est une aviatrice de la Marine des États-Unis à la retraite et une commandante de bord de l'aviation commerciale. Après avoir été une des premières femmes à piloter sur F/A-18 Hornet,  elle est engagée par Southwest Airlines. Le 17 avril 2018, elle pose en toute sécurité le Boeing 737-700 qu'elle pilotait sur le vol Southwest Airlines 1380 après que la rupture d'une aube du moteur a provoqué la décompression accidentelle de l'appareil.

## Formation
Tammie Jo Bonnell nait vers 1962 et grandit dans un ranch du Nouveau-Mexique. Enfant, elle observe les chasseurs de la base de l'Air Force Holloman manœuvrer dans le ciel au-dessus de sa maison. Pendant sa dernière année de lycée, elle envisage une carrière de pilote : on lui rétorque que c'est impossible pour une femme.
Elle sort en 1983 de l'université MidAmerica de Nazarene diplômée en biologie et agro-industrie,. C'est là qu'elle rencontre une femme qui a réussi l'examen de pilote de l'United States Air Force : elle décide de déposer une demande, qui est rejetée. Elle tente alors sa chance auprès de la Marine, tout en poursuivant ses études à l'université occidentale du Nouveau-Mexique.

## Militaire de carrière

### Élève officier
Tammie Jo est acceptée à l'école d'officiers de la station aéronavale de Pensacola de la Marine. Après sa période de douze semaines de formation, elle est promue enseigne de vaisseau le 21 juin 1985 et démarre son entraînement en vol. C'est sur un Beechcraft T-34 qu'elle obtient son brevet de pilote.

### Instructrice de l'aéronavale
Après Pensacola, Tammie Jo Bonnell devient instructrice de vol sur le T-2 Buckeye, puis se qualifie sur le LVT A-7 Corsair II. Elle est ensuite affectée en Californie, où elle sert sous les ordres de la première femme à commander un escadron opérationnel d'aviation, la capitaine Rosemary Mariner. Quand sa base remplace ses Grumman EA-6B Prowler par des McDonnell Douglas F/A-18 Hornet, Tammie Jo Shults devient la première femme de l'aéronavale qualifiée pour piloter ces chasseurs,.

### L'opération Tempête du désert
Au cours de la guerre du Golfe, elle participe à des missions en tant qu'instructrice au sein d'un "escadron d'agresseurs", équipe chargée de jouer le rôle d'un adversaire lors des exercices d'entraînement.

### Officier de réserve
En décembre 1995, elle quitte le service actif au rang de lieutenant commander (Capitaine de Corvette). Elle continue à servir dans la marine de réserve sur F/A-18 Hornet et Grumman EA-6B Prowler jusqu'en août 2001.
Elle est décorée de l'Achievement Medal, de la National Defense Service Medal et d'une Médaille de tir de précision,,.

## Carrière civile
Après avoir quitté la Navy, Tammie Jo rejoint Southwest Airlines en tant que pilote à temps partiel (8 à 10 jours par mois).

### Vol Southwest Airlines 1380

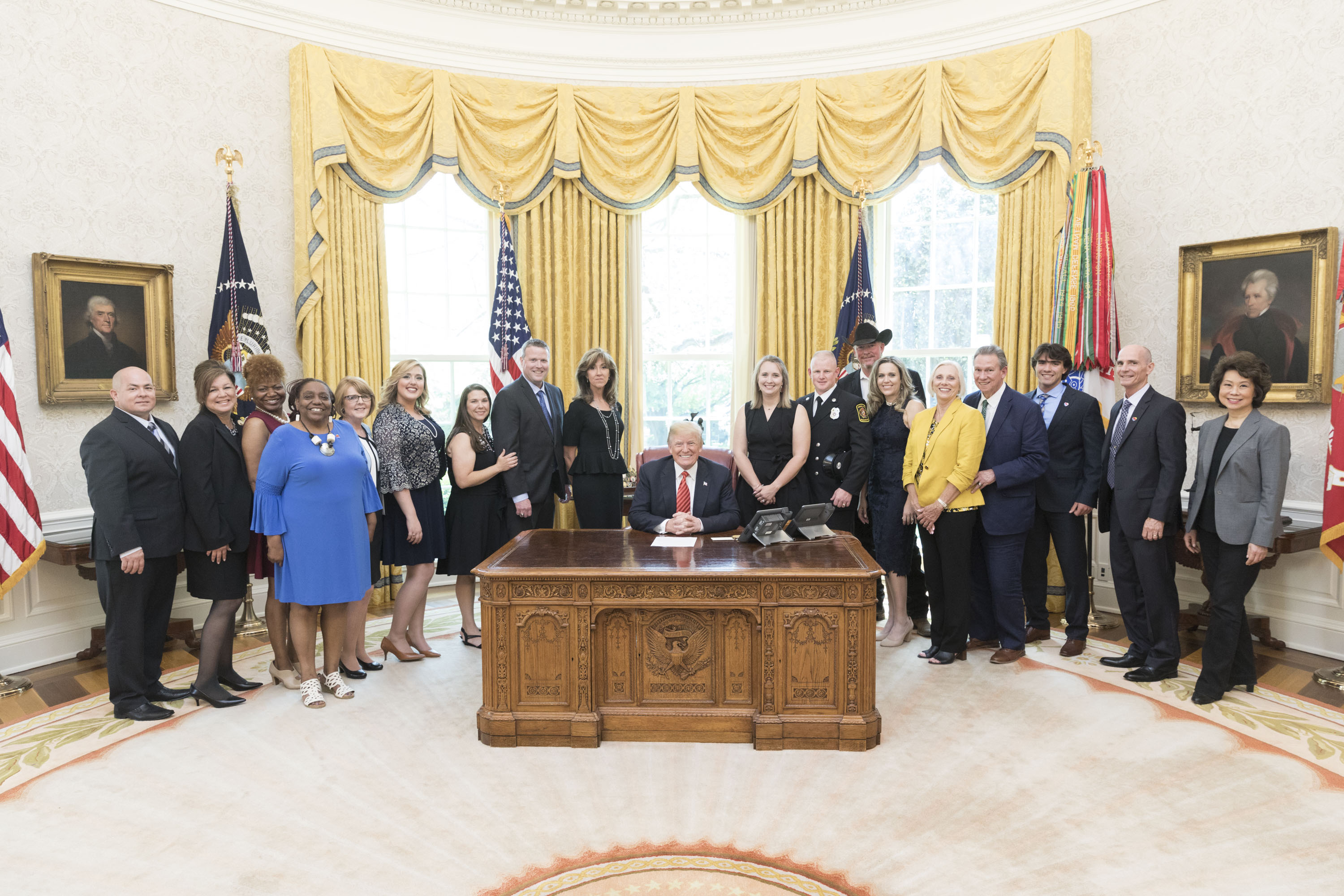
Tammie Jo Shults (à gauche de Donald Trump) accueillie à la Maison-Blanche le 1er mai 2018 avec l'équipage et quelques passagers du vol

Le 17 avril 2018, lors du vol Southwest Airlines 1380 reliant New York à Dallas, une pale de la soufflante du moteur de son Boeing 737 rompt, et des débris endommagent le côté gauche du fuselage et un hublot, provoquant une décompression brutale de l'avion. Une passagère est partiellement aspirée à travers le hublot, et décèdera de ses blessures. Tammie Jo Shults procède à une descente d'urgence et atterrit à Philadelphie. Ses actions, son comportement calme et sa maîtrise de la situation d'urgence font l'admiration des passagers et de ses collègues de la compagnie et ont été notés par Southwest Airlines. Chesley Sullenberger, le pilote (lui aussi ancien militaire) aux commandes du vol US Airways 1549 qui posa en 2009 son appareil endommagé sur l'Hudson lui rend aussi hommage.

## Vie privée
En 1994, elle épouse Dean Shults, aviateur de la marine navigant sur A-7 Corsair II. Son mari est aussi recruté par Southwest Airlines en tant que pilote la même année. Ensemble, ils ont deux enfants et vivent à Boerne au Texas.